# Öküzlü
Koordinaten: 36° 33′ 59″ N, 34° 9′ 39″ O
| Öküzlü |

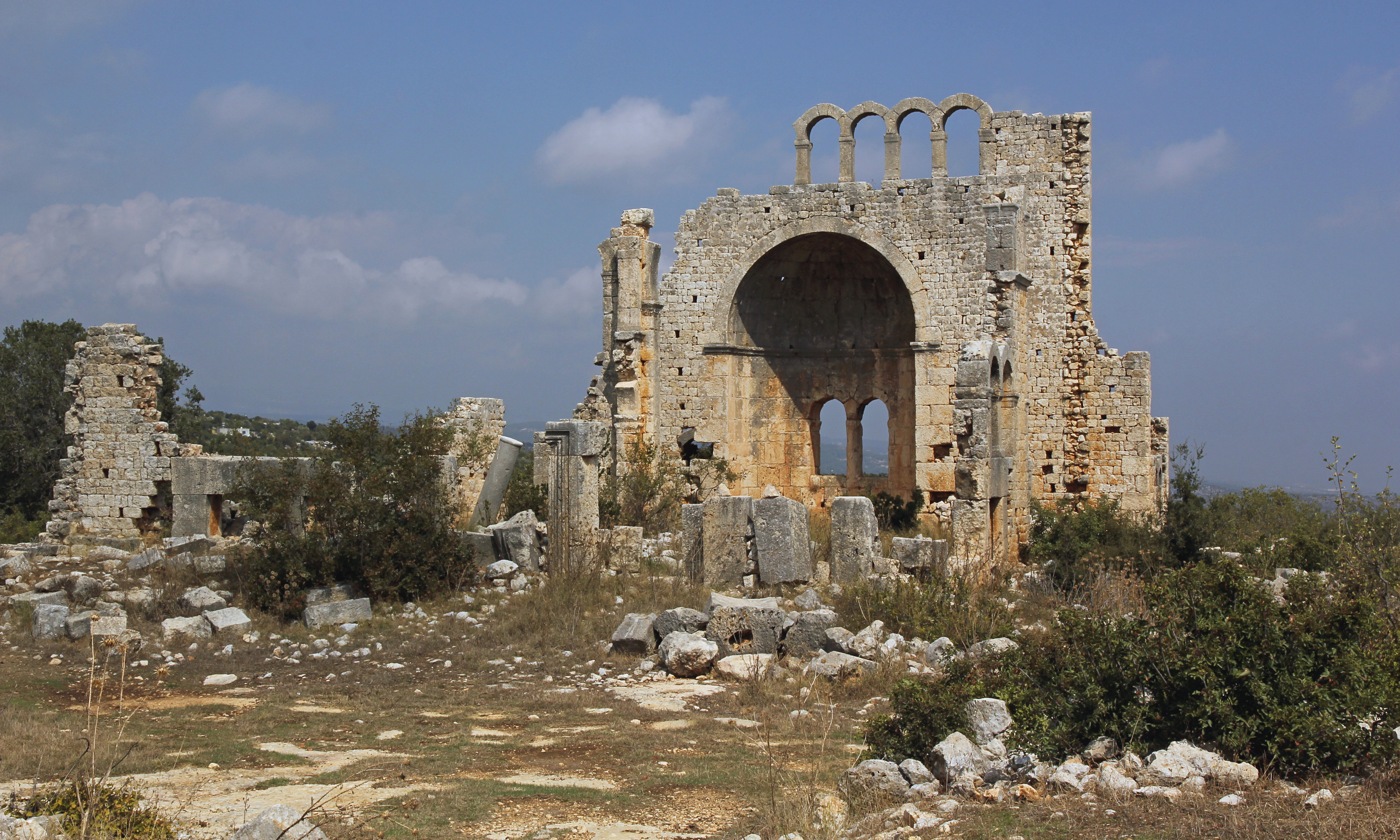
Basilika von Süden

Öküzlü (auch Öküzlüklü) ist die türkische Bezeichnung für eine Ruinenstätte aus hellenistisch-römisch-frühbyzantinischer Zeit im Rauen Kilikien in der südlichen Türkei.

## Lage
Die Ruinen der Siedlung liegen im Landkreis Erdemli der Provinz Mersin, etwa 15 Kilometer südwestlich der Kreisstadt Erdemli und 50 Kilometer westlich der Provinzhauptstadt Mersin. Sie finden sich auf einer durchschnittlichen Höhe von 520 Metern im bergigen Hinterland von Ayaş, dem antiken Elaiussa Sebaste, acht Kilometer vom Mittelmeer entfernt, nahe einer Straße, die von Limonlu, dem antiken Lamos nach Yanıkhan, Sömek, Cambazlı und weiter nach Uzuncaburç, dem antiken Olba führt. Der Ort gehörte im Altertum vermutlich zur Chora von Elaiussa Sebaste. Eine antike Straße führte von der Mittelmeerküste durch das Tal des Lamos, von dort nach Westen über Batısandal und Şamlıgöl nach Öküzlü.

## Beschreibung

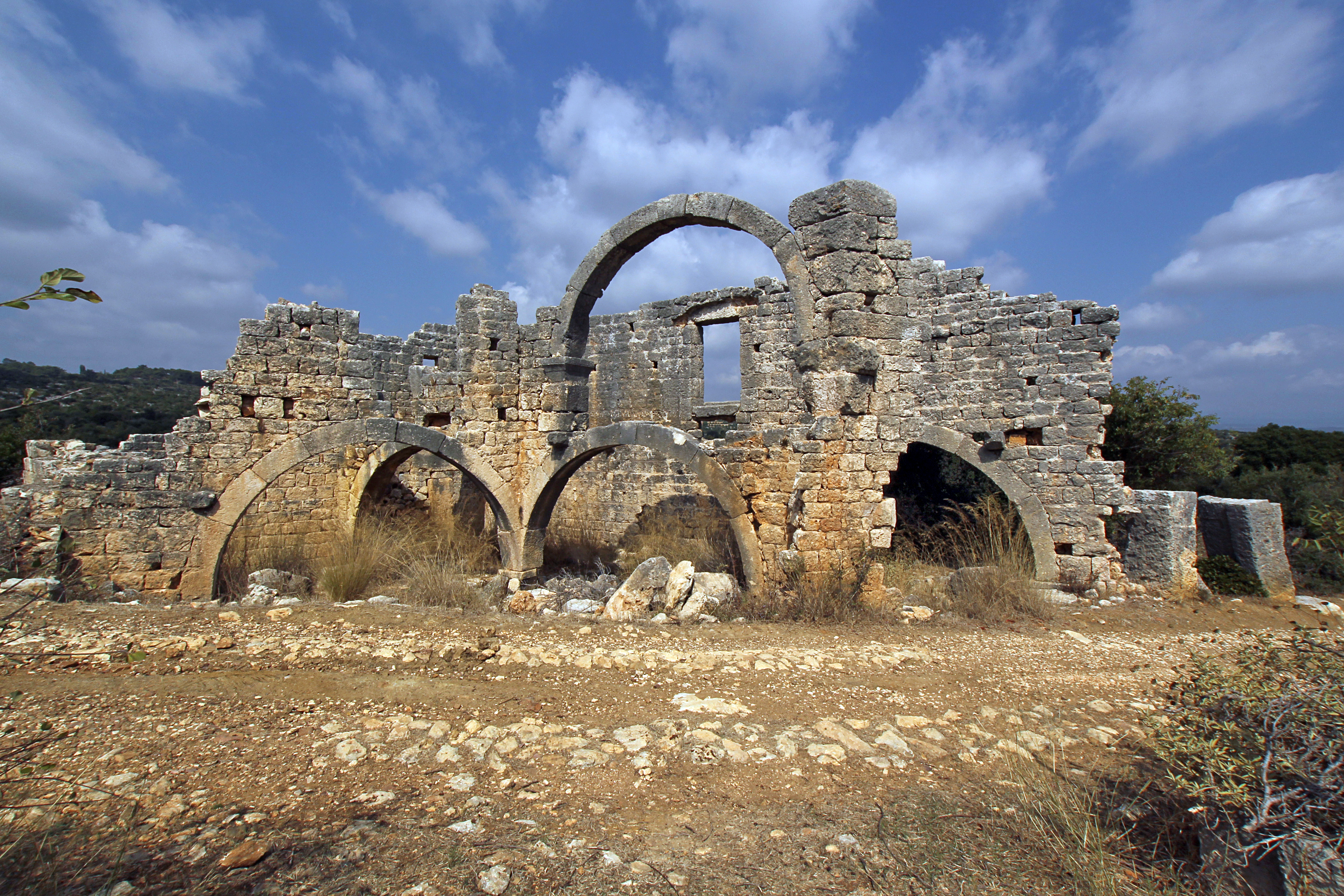
Byzantinisches Haus

Die Siedlung besteht aus etwa 50–70 Häusern, von denen die älteren in Polygonalmauerwerk errichtet sind, die späteren aus Kleinquadern. Ein bemerkenswertes byzantinisches Haus mit mehreren Bögen in mindestens zwei Stockwerken liegt im Westen des Ortes. Eine gepflasterte Straße führt nach Nordosten, vorbei an verstreuten Sarkophagen und Hausresten, darunter ein weiteres zweistöckiges Gebäude. Am nördlichen Ende des Weges steht die beachtliche Säulenbasilika mit einem Grundriss von 32 × 17,5 Metern. Sie hat im Südwesten einen Vorhof und einen Narthex. Daran schließen sich drei durch Säulen getrennte Schiffe mit Emporen an, davor ein Querschiff mit einer außen rechteckig ummantelten Apsis nach Nordosten. Das Langhaus war durch einen Triumphbogen vom Querteil getrennt. Über der Apsiswand sind von ehemals sieben noch vier Bogenfenster erhalten, die zusammen mit den beiden gleichartigen Fenstern in der Apsis der Beleuchtung des Querschiffes dienten. Die Seitenschiffe und die Emporen wurden von Zwillingsfenstern erleuchtet. Beidseitig der Apsiden befinden sich vom Querhaus zu betretende Pastophorien. Diese verfügen wiederum über eine Apsis mit Fenster sowie eine weitere Tür nach außen. Sie erhielten ihr Licht durch Fenster, die bei dem nördlichen Raum in alle Richtungen blicken, bei dem südlichen nur nach Südosten. Hellenkemper und Hild datieren den Kirchenbau auf etwa 500 n. Chr.
Von der Kirche führt ein Weg weiter nach Südosten durch eine Nekropole mit einzelnen Wohnhäusern zu einer weiteren, einzeln außerhalb der Siedlung auf einem Sporn liegenden einfacheren Säulenbasilika. Sie hat Maße von 21 × 13,5 Metern und verfügt ebenfalls über einen Narthex, eine Apsis und Nebenräume.

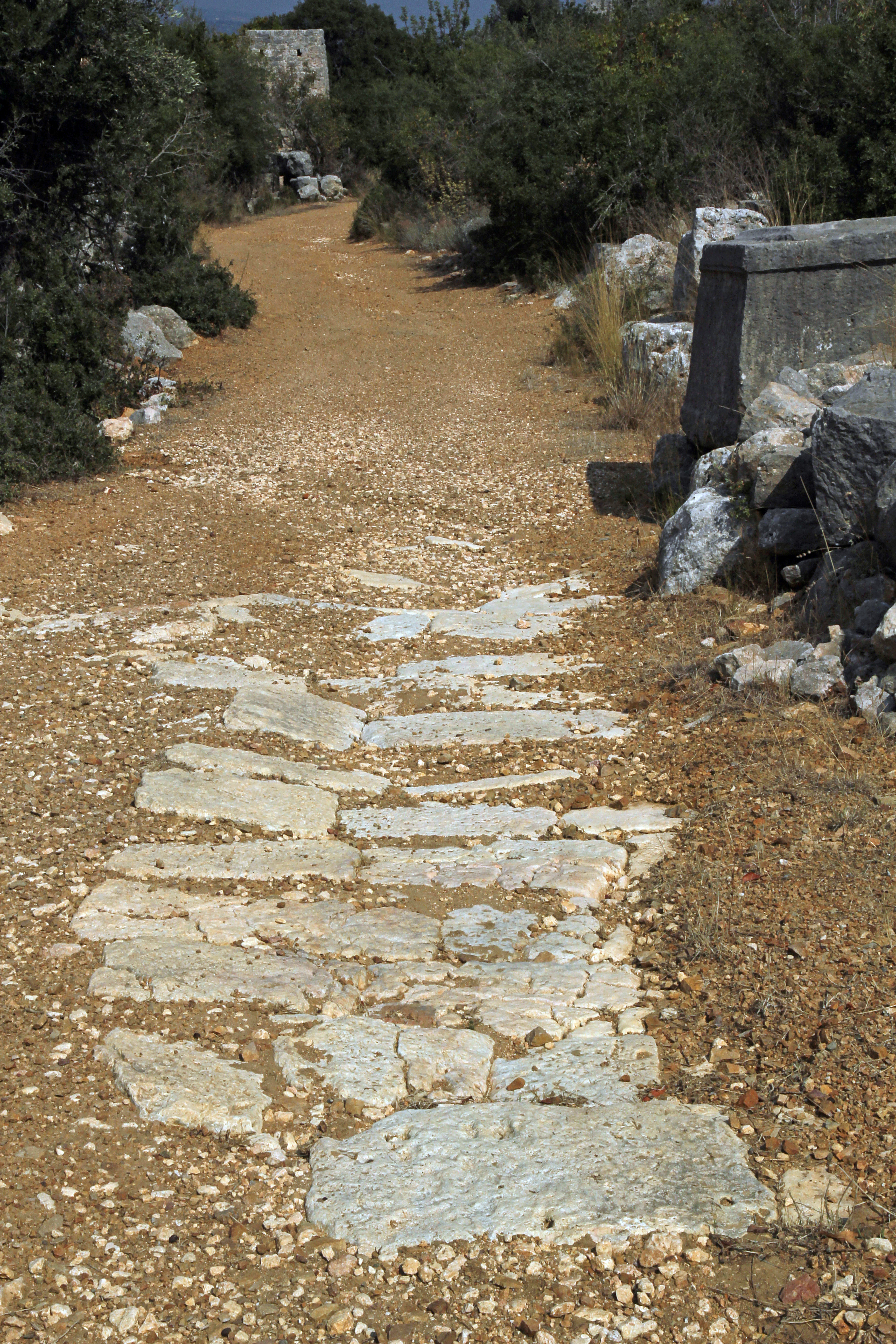
Gepflasterte Straße
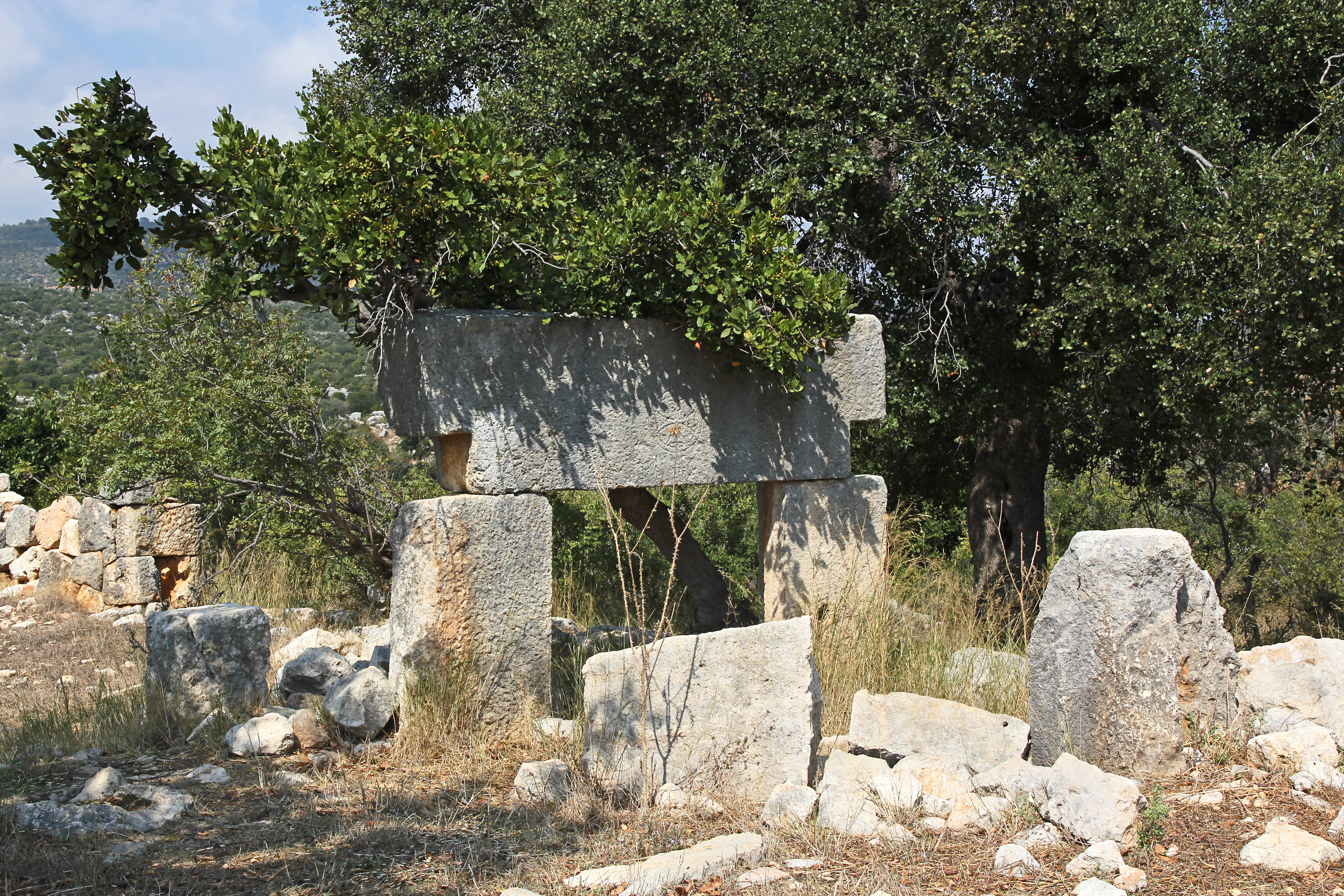
Türsturz seitlich der Straße
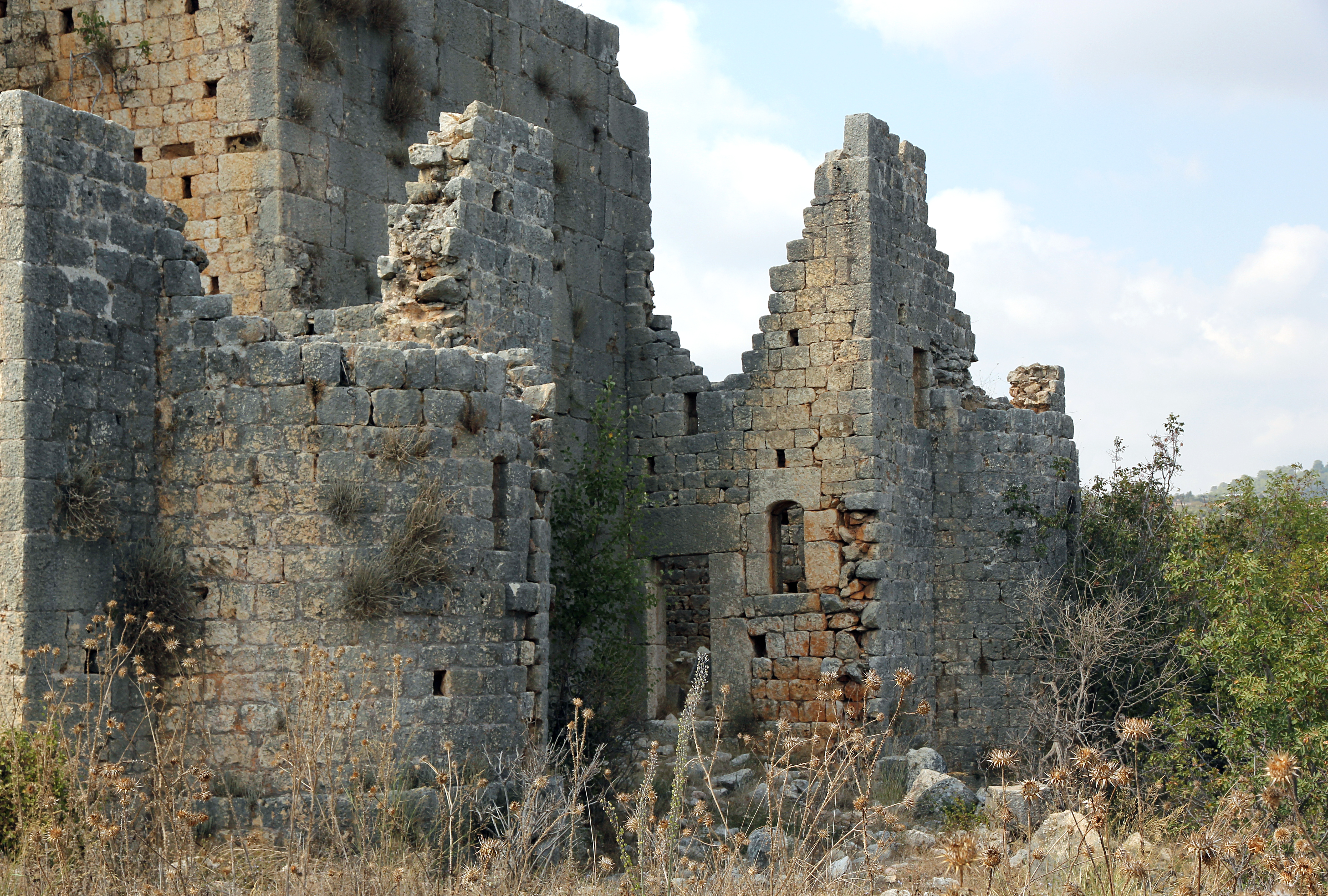
Pastophorien von Osten
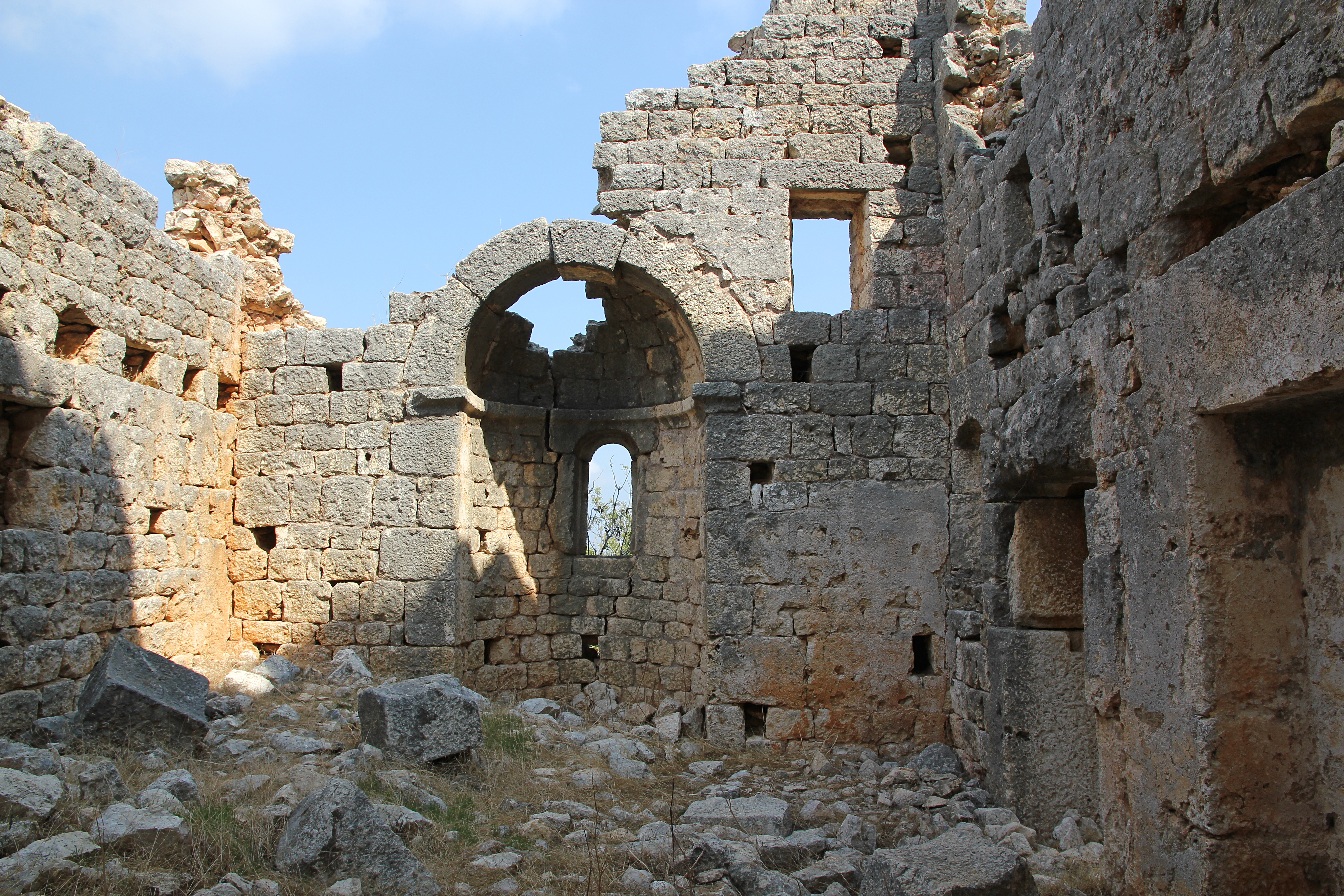
Nördliches Pastophorion